# Oya
 (janvier 2011).
Pour les articles homonymes, voir Oya (homonymie).
Pour l’article homonyme, voir Øya.
Oya, Oyá, ou Iansã (dans le candomblé brésilien) est une divinité originaire des traditions religieuses yorubas. Elle est l'orisha du vent, de la tempête, des éclairs, de la mort et de la renaissance. Dans la santería cubaine, elle est apparentée à la Notre-Dame de Candelaria et à Sainte Thérèse d'Avila.

## Mythologies
Dans la mythologie yoruba, le nom d'Oya vient de la rivière du même nom au Nigeria, où son culte est fait, maintenant appelé le fleuve Niger. 
Elle est une divinité des eaux comme Oshun et Yemanja, mais est également liée à l'élément air et est l'une des divinités qui contrôlent les vents. 
Habituellement vénéré avant Xango, personnifié par le vent qui précède la tempête, et la tempête est une manifestation du dieu du Feu Shango. 
Tout comme la divinité Oba, Oya est également liée au culte des morts, où il a reçu la commission de Xango pour les guider vers l'un des neuf cieux en fonction de leurs actions, pour assumer ce rôle a reçu d'une sorte de sorcier Oxossi spécial appelé erukerê Eruexim qui était protégé par la Eguns. 
Le nom Iansã c'est un titre qui a reçu Oya de Shango qui fait référence dans la soirée, Iansa = ciel rose de la mère ou la mère de la soirée était de savoir comment il l'a appelée, car elle a dit qu'elle était clair que le coucher du soleil et c'est pourquoi Le rose est la couleur par excellence.

## Particularités
C'est la deuxième épouse de Shangô, l'orisha du fleuve Niger et de l'eau. 
Déesse du Niger, elle commande les vents et l'eau. Aimant les verdures et les légumes rouges, les couleurs qui la représentent sont le rouge et le brun. Elle a pour attribut un poignard en forme de cimeterre et une corne de buffle. Elle est associée dans le candomblé à sainte Barbe (à la différence de la santeria, où sainte Barbe est associée à Chango).